# 1829 Довсон
1829 Довсон (1829 Dawson) — астероїд головного поясу, відкритий 6 травня 1967 року.
Тіссеранів параметр щодо Юпітера — 3,610.